# Henry Holt and Company
Henry Holt and Company es uno de los sellos editoriales de la multinacional alemana Holtzbrinck. Originariamente fue una editorial estadounidense con sede en Nueva York, fundada en 1866 por Henry Holt y Frederick Leypoldt. Actualmente la compañía publica en campos como ficción, biografía, historia y política, ciencia, psicología y salud, así como libros para niños. En EE. UU. también opera bajo el sello Macmillan Publishers.

## Historia

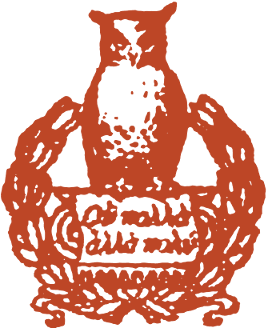
Logotipo de Henry Holt and. Co., tal como apareció en el libro In the Dwellings of the Wilderness, de Charlotte Bryson Taylor (1904).

La compañía posee varios sellos editoriales, como Metropolitan Books, Times Books, Owl Books and Picador o Holt Paperbacks.
La compañía ha publicado obras de autores de renombre como Erich Fromm, Paul Auster, Hilary Mantel, Robert Helada, Hermann Hesse, Norman Mailer, Herta Müller, Thomas Pynchon, Robert Louis Stevenson, Iván Turguénev y H. G. Wells.
De 1951 a 1985, Holt publicó la revista Field & Stream.
En 1960, Holt se fusionó con Rinehart & Company de Nueva York y la John C. Winston Company de Filadelfia y se convirtió en Holt, Rinehart and Winston. The Wall Street Journal informó el 1 de marzo que los accionistas de Holt habían aprobado la fusión, la última de las tres aprobaciones. "Henry Holt será el único nombre superviviente, pero se conocerá como Holt, Rinehart, Winston, Inc".
CBS adquirió la compañía en 1967. Pero en 1985 el grupo se separó, y el brazo de publicación minorista junto con el nombre de Holt se vendió al Grupo Holtzbrinck con sede en Stuttgart, que ha mantenido a Holt como sello editorial subsidiario bajo su nombre original y en EE. UU. trabaja con el nombre de Macmillan Publishers. El sello editorial educativo que aún mantenía Holt, Rinehart and Winston se vendió a  Harcourt.